# Theo Mohwinkel
Theo Mohwinkel (* 22. November 2002) ist ein deutscher Volleyballspieler.

## Karriere
Mohwinkel spielte zunächst Fußball als Torwart beim TuS Reppenstedt. Im Alter von zehn Jahren begann er mit dem Volleyball im Nachwuchs der SVG Lüneburg. Nach einem einjährigen Aufenthalt an der Highschool in Indiana war er ab 2019 als Universalspieler in der zweiten Mannschaft der SVG aktiv. Beim Finale im DVV-Pokal 2021/22 gehörte er zum Kader der ersten Mannschaft. Seit der Saison 2022/23 hat er einen festen Vertrag für das Bundesliga-Team. Mit dem Lüneburgern kam er unter anderem im DVV-Pokal 2023/24 ins Halbfinale und in der Bundesliga 2024/25 bis ins Finale der Play-offs. International spielte Lüneburg 2023/24 erstmals in der Champions League und zog anschließend noch ins Finale des CEV-Pokals ein. Zur Saison 2025/26 wechselte Mohwinkel zum französischen Erstligisten AS Cannes.